# Pierre Doukan
Pierre Doukan (* 11. Oktober 1927 in Paris; † 12. Oktober 1995 in Suresnes) war ein französischer Geiger, Komponist und Musikpädagoge.

## Leben
Pierre Doukan studierte am Konservatorium von Toulouse u. a. bei Hélène Fleury-Roy. 1955 gehörte er zu den Preisträgern des Königin-Elisabeth-Wettbewerbes für Violine in Brüssel und 1957 erhielt er den 2. Preis beim Paganini-Wettbewerb in Genua. Von 1959 bis 1972 war er Konzertmeister beim Orchester der Pariser Oper. Von 1969 bis 1992 leitete er eine Violinklasse am Pariser Konservatorium.
Doukan komponierte zahlreiche Violinwerke und veröffentlichte eine mehrbändige Violinschule. Er war verheiratet mit der Pianistin Thérèse Cochet, mit der er häufig konzertierte und Einspielungen vornahm.